# Bretzwil
Bretzwil är en ort och kommun i distriktet Waldenburg i kantonen Basel-Landschaft, Schweiz. Kommunen har 740 invånare (2023).